# Computació quàntica adiabàtica
La computació quàntica adiabàtica (amb acrònim anglès AQC) és una forma de computació quàntica que es basa en el teorema adiabàtic per fer càlculs i està estretament relacionada amb l'alineament quàntic.
En primer lloc, es troba un hamiltonià (potencialment complicat) l'estat fonamental del qual descriu la solució del problema d'interès. A continuació, es prepara un sistema amb un hamiltonià simple i es inicialitza a l'estat fonamental. Finalment, l'Hamiltonià simple s'ha evolucionat adiabàticament cap a l'Hamiltonià complicat desitjat. Segons el teorema adiabàtic, el sistema es manté en l'estat fonamental, de manera que al final l'estat del sistema descriu la solució del problema. S'ha demostrat que la computació quàntica adiabàtica és polinomialment equivalent a la computació quàntica convencional en el model de circuits.
La complexitat del temps per a un algorisme adiabàtic és el temps necessari per completar l'evolució adiabàtica que depèn del buit en els valors propis d'energia (gap espectral) de l'Hamiltonià. Concretament, si el sistema s'ha de mantenir en l'estat fonamental, la bretxa d'energia entre l'estat fonamental i el primer estat excitat de {\displaystyle H(t)} proporciona un límit superior de la velocitat a la qual l'hammiltonià pot evolucionar en el temps {\displaystyle t}. Quan el buit espectral és petit, l'hammiltonià s'ha d'evolucionar lentament. El temps d'execució de tot l'algorisme es pot limitar per:
{\displaystyle T=O\left({\frac {1}{g_{min}^{2}}}\right)}
on {\displaystyle g_{min}} és la bretxa espectral mínima per a {\displaystyle H(t)}.
L'AQC és un mètode possible per evitar el problema de la relaxació energètica. Com que el sistema quàntic es troba en l'estat fonamental, la interferència amb el món exterior no pot fer-lo passar a un estat inferior. Si l'energia del món exterior (és a dir, la "temperatura del bany") es manté per sota de la bretxa d'energia entre l'estat fonamental i l'estat energètic següent, el sistema té una probabilitat proporcionalment menor d'anar a una energia més alta. estat. Així, el sistema pot romandre en un únic estat propi del sistema tant com sigui necessari.
Els resultats de la universalitat en el model adiabàtic estan lligats a la complexitat quàntica i als problemes QMA. L'hammiltonià k-local és QMA-complet per a k ≥ 2. Els resultats de complexitat QMA es coneixen per models de gelosia físicament realistes de qubits com
{\displaystyle H=\sum _{i}h_{i}Z_{i}+\sum _{i<j}J^{ij}Z_{i}Z_{j}+\sum _{i<j}K^{ij}X_{i}X_{j}}
on {\displaystyle Z,X} representen les matrius de Pauli {\displaystyle \sigma _{z},\sigma _{x}}. Aquests models s'utilitzen per al càlcul quàntic adiabàtic universal. Els hamiltonians per al problema QMA-complet també es poden restringir a actuar sobre una graella bidimensional de qubits o una línia de partícules quàntiques amb 12 estats per partícula. Si es descobrís que aquests models són físicament realitzables, també es podrien utilitzar per formar els blocs de construcció d'un ordinador quàntic adiabàtic universal.